# 대한민국 제22대 국회의원 선거 더불어민주당 후보 목록
다음은 대한민국 제22대 국회의원 선거에 출마하는 더불어민주당의 후보 목록이다. 더불어민주당은 이번 선거를 앞두고 지역구 후보 246명을 공천했다.

## 지역구

### 서울특별시
| 선거구         | 후보   | 공천 형태 | 경력                                            |
| -------------- | ------ | --------- | ----------------------------------------------- |
| 종로구         | 곽상언 | 단수공천  | 민주연구원 부원장                               |
| 중구·성동구 갑 | 전현희 | 전략공천  | 제18·20대 국회의원. 제7대 국민권익위원회 위원장 |
| 중구·성동구 을 | 박성준 | 경선      | 제21대 국회의원                                 |
| 용산구         | 강태웅 | 경선      | 제46대 서울특별시 행정1부시장                   |
| 광진구 갑      | 이정헌 | 경선      | JTBC 기자                                       |
| 광진구 을      | 고민정 | 단수공천  | 제21대 국회의원                                 |
| 동대문구 갑    | 안규백 | 단수공천  | 제18·19·20·21대 국회의원                        |
| 동대문구 을    | 장경태 | 단수공천  | 제21대 국회의원                                 |
| 중랑구 갑      | 서영교 | 단수공천  | 제19·20·21대 국회의원                           |
| 중랑구 을      | 박홍근 | 단수공천  | 제19·20·21대 국회의원                           |
| 성북구 갑      | 김영배 | 단수공천  | 제40·41대 성북구청장. 제21대 국회의원           |
| 성북구 을      | 김남근 | 전략공천  | 변호사                                          |
| 강북구 갑      | 천준호 | 단수공천  | 제21대 국회의원                                 |
| 강북구 을      | 한민수 | 전략공천  | 더불어민주당 대변인                             |
| 도봉구 갑      | 안귀령 | 전략공천  | 더불어민주당 상근부대변인                       |
| 도봉구 을      | 오기형 | 경선      | 제21대 국회의원                                 |
| 노원구 갑      | 우원식 | 경선      | 제17·19·20·21대 국회의원                        |
| 노원구 을      | 김성환 | 단수공천  | 제11·12대 노원구청장. 제20·21대 국회의원        |
| 은평구 갑      | 박주민 | 단수공천  | 제20·21대 국회의원                              |
| 은평구 을      | 김우영 | 경선      | 제18·19대 은평구청장                            |
| 서대문구 갑    | 김동아 | 경선      | 변호사                                          |
| 서대문구 을    | 김영호 | 경선      | 제20·21대 국회의원                              |
| 마포구 갑      | 이지은 | 전략공천  | 총경                                            |
| 마포구 을      | 정청래 | 단수공천  | 제17·19·21대 국회의원                           |
| 양천구 갑      | 황희   | 단수공천  | 제20·21대 국회의원. 제52대 문화체육관광부장관   |
| 양천구 을      | 이용선 | 경선      | 제21대 국회의원                                 |
| 강서구 갑      | 강선우 | 단수공천  | 제21대 국회의원                                 |
| 강서구 을      | 진성준 | 단수공천  | 제19·21대 국회의원                              |
| 강서구 병      | 한정애 | 단수공천  | 제19·20·21대 국회의원. 제19대 환경부장관        |
| 구로구 갑      | 이인영 | 단수공천  | 제17·19·20·21대 국회의원. 제41대 통일부장관     |
| 구로구 을      | 윤건영 | 단수공천  | 제21대 국회의원                                 |
| 금천구         | 최기상 | 경선      | 제21대 국회의원                                 |
| 영등포구 갑    | 채현일 | 단수공천  | 제41대 영등포구청장                             |
| 영등포구 을    | 김민석 | 단수공천  | 제15·16·21대 국회의원                           |
| 동작구 갑      | 김병기 | 단수공천  | 제20·21대 국회의원                              |
| 동작구 을      | 류삼영 | 전략공천  | 울산중부경찰서장                                |
| 관악구 갑      | 박민규 | 경선      | 더불어민주당 대외협력위원회 부위원장            |
| 관악구 을      | 정태호 | 단수공천  | 제21대 국회의원                                 |
| 서초구 갑      | 김한나 | 단수공천  | 변호사                                          |
| 서초구 을      | 홍익표 | 단수공천  | 제19·20·21대 국회의원                           |
| 강남구 갑      | 김태형 | 단수공천  | 더불어민주당 교육연수원 부원장                  |
| 강남구 을      | 강청희 | 전략공천  | 제2대 한국공공조직은행장                        |
| 강남구 병      | 박경미 | 단수공천  | 제20대 국회의원                                 |
| 송파구 갑      | 조재희 | 단수공천  | 제9대 한국폴리텍대학 이사장                     |
| 송파구 을      | 송기호 | 경선      | 더불어민주당 송파구 을 지역위원장               |
| 송파구 병      | 남인순 | 경선      | 제19·20·21대 국회의원                           |
| 강동구 갑      | 진선미 | 단수공천  | 제19·20·21대 국회의원. 제7대 여성가족부장관     |
| 강동구 을      | 이해식 | 단수공천  | 제16·17·18대 강동구청장. 제21대 국회의원        |

### 부산광역시
| 선거구      | 후보   | 공천 형태 | 경력                                           |
| ----------- | ------ | --------- | ---------------------------------------------- |
| 중구·영도구 | 박영미 | 경선      | 더불어민주당 중구·영도구 지역위원장            |
| 서구·동구   | 최형욱 | 단수공천  | 제43대 동구청장                                |
| 부산진구 갑 | 서은숙 | 단수공천  | 제31대 부산진구청장                            |
| 부산진구 을 | 이현   | 단수공천  | 제8대 부산광역시의회 의원                      |
| 동래구      | 박성현 | 단수공천  | 더불어민주당 동래구 지역위원장                 |
| 남구        | 박재호 | 단수공천  | 제20·21대 국회의원                             |
| 북구 갑     | 전재수 | 단수공천  | 제20·21대 국회의원                             |
| 북구 을     | 정명희 | 단수공천  | 제17대 북구청장                                |
| 해운대구 갑 | 홍순헌 | 단수공천  | 제18대 해운대구청장                            |
| 해운대구 을 | 윤준호 | 경선      | 제20대 국회의원                                |
| 사하구 갑   | 최인호 | 단수공천  | 제20·21대 국회의원                             |
| 사하구 을   | 이재성 | 전략공천  | 전 엔씨소프트 전무                             |
| 금정구      | 박인영 | 경선      | 제8대 부산광역시의회 의원                      |
| 강서구      | 변성완 | 단수공천  | 제14대 부산광역시 행정부시장                   |
| 연제구      | 무공천 | 무공천    | 무공천                                         |
| 수영구      | 유동철 | 전략공천  | 동의대학교 사회복지학과 교수. 인재 영입 제18호 |
| 사상구      | 배재정 | 경선      | 제19대 국회의원                                |
| 기장군      | 최택용 | 단수공천  | 더불어민주당 기장군 지역위원장                 |

### 대구광역시
| 선거구         | 후보   | 공천 형태 | 경력                              |
| -------------- | ------ | --------- | --------------------------------- |
| 중구·남구      | 허소   | 단수공천  | 더불어민주당 중구·남구 지역위원장 |
| 동구·군위군 갑 | 신효철 | 단수공천  | 제8대 동구의회 의원               |
| 동구·군위군 을 | 무공천 | 무공천    | 무공천                            |
| 서구           | 무공천 | 무공천    | 무공천                            |
| 북구 갑        | 박정희 | 단수공천  | 제8대 북구의회 의원               |
| 북구 을        | 신동환 | 단수공천  | 더불어민주당 북구 을 지역위원장   |
| 수성구 갑      | 강민구 | 단수공천  | 제8대 대구광역시의회 의원         |
| 수성구 을      | 무공천 | 무공천    | 무공천                            |
| 달서구 갑      | 권택흥 | 단수공천  | 더불어민주당 달서구 갑 지역위원장 |
| 달서구 을      | 김성태 | 단수공천  | 제8대 대구광역시의원              |
| 달서구 병      | 무공천 | 무공천    | 무공천                            |
| 달성군         | 박형룡 | 단수공천  | 더불어민주당 달성군 지역위원장    |

### 인천광역시
| 선거구             | 후보   | 공천 형태 | 경력                                                          |
| ------------------ | ------ | --------- | ------------------------------------------------------------- |
| 중구·강화군·옹진군 | 조택상 | 경선      | 제28대 동구청장. 제3대 인천광역시 균형발전정무부시장          |
| 동구·미추홀구 갑   | 허종식 | 경선      | 제21대 국회의원                                               |
| 동구·미추홀구 을   | 남영희 | 단수공천  | 더불어민주당 동구·미추홀구 을 지역위원장                      |
| 연수구 갑          | 박찬대 | 단수공천  | 제20·21대 국회의원                                            |
| 연수구 을          | 정일영 | 경선      | 제21대 국회의원                                               |
| 남동구 갑          | 맹성규 | 경선      | 제20·21대 국회의원                                            |
| 남동구 을          | 이훈기 | 경선      | 전 OBS 기자. 인재 영입 제13호.                                |
| 부평구 갑          | 노종면 | 전략공천  | 전 YTN 기자. 인재 영입 제14호                                 |
| 부평구 을          | 박선원 | 전략경선  | 국가정보원 제1차장                                            |
| 계양구 갑          | 유동수 | 단수공천  | 제20·21대 국회의원                                            |
| 계양구 을          | 이재명 | 단수공천  | 제35대 경기도지사. 제21대 국회의원. 더불어민주당 제6대 당대표 |
| 서구 갑            | 김교흥 | 전략공천  | 제17·21대 국회의원                                            |
| 서구 을            | 이용우 | 전략공천  | 변호사                                                        |
| 서구 병            | 모경종 | 경선      | 더불어민주당 당대표비서실 차장                                |

### 광주광역시
| 선거구       | 후보   | 공천 형태 | 경력                                  |
| ------------ | ------ | --------- | ------------------------------------- |
| 동구·남구 갑 | 정진욱 | 경선      | 민주연구원 부원장                     |
| 동구·남구 을 | 안도걸 | 경선      | 제11대 기획재정부 제2차관             |
| 서구 갑      | 조인철 | 경선      | 제2대 광주광역시 문화경제부시장       |
| 서구 을      | 양부남 | 전략경선  | 제32대 부산고등검찰청 검사장          |
| 북구 갑      | 정준호 | 경선      | 변호사                                |
| 북구 을      | 전진숙 | 경선      | 제7대 광주광역시의회 의원             |
| 광산구 갑    | 박균택 | 경선      | 제44대 법무연수원장                   |
| 광산구 을    | 민형배 | 경선      | 제13·14대 광산구청장. 제21대 국회의원 |

### 대전광역시
| 선거구    | 후보   | 공천 형태 | 경력                                      |
| --------- | ------ | --------- | ----------------------------------------- |
| 동구      | 장철민 | 경선      | 제21대 국회의원                           |
| 중구      | 박용갑 | 전략경선  | 제18·19·20대 중구청장                     |
| 서구 갑   | 장종태 | 전략경선  | 제14·15대 서구청장                        |
| 서구 을   | 박범계 | 단수공천  | 제19·20·21대 국회의원. 제68대 법무부 장관 |
| 유성구 갑 | 조승래 | 경선      | 제20·21대 국회의원                        |
| 유성구 을 | 황정아 | 전략공천  | 한국천문연구원 책임연구원                 |
| 대덕구    | 박정현 | 단수공천  | 제12대 대덕구청장                         |

```
울산광역시
```

- 정당:데연발달센터장에인교사학생교육혁신당
- 대표:권소영
- 공동:나현서 장홍우
- 간사:한다경 정미경
- 장관:정희원
- 청장:이영화
- 총리:김주영
- 군수:김나영
- 기획:김초은
- 행안:박아름
- 방통:이인속
- 문화:이산

### 세종특별자치시
| 선거구            | 후보     | 공천 형태 | 경력            |
| ----------------- | -------- | --------- | --------------- |
| 세종특별자치시 갑 | 등록무효 | 등록무효  | 등록무효        |
| 세종특별자치시 을 | 강준현   | 단수공천  | 제21대 국회의원 |

### 경기도
| 선거구                    | 후보   | 공천 형태 | 경력                                                               |
| ------------------------- | ------ | --------- | ------------------------------------------------------------------ |
| 수원시 갑                 | 김승원 | 단수공천  | 제21대 국회의원                                                    |
| 수원시 을                 | 백혜련 | 단수공천  | 제20·21대 국회의원                                                 |
| 수원시 병                 | 김영진 | 단수공천  | 제20·21대 국회의원                                                 |
| 수원시 정                 | 김준혁 | 경선      | 더불어민주당 정당혁신추진위 혁신위원. 한신대학교 평화교양대학 교수 |
| 수원시 무                 | 염태영 | 단수공천  | 제26·27·28대 수원시장. 제2대 경기도 경제부지사                     |
| 성남시 수정구             | 김태년 | 단수공천  | 제17·19·20·21대 국회의원                                           |
| 성남시 중원구             | 이수진 | 경선      | 제21대 국회의원                                                    |
| 성남시 분당구 갑          | 이광재 | 전략공천  | 제17·18·21대 국회의원. 제35대 강원도지사                           |
| 성남시 분당구 을          | 김병욱 | 단수공천  | 제20·21대 국회의원                                                 |
| 의정부시 갑               | 박지혜 | 경선      | 변호사. 인재 영입 제1호                                            |
| 의정부시 을               | 이재강 | 경선      | 경기도 평화부지사                                                  |
| 안양시 만안구             | 강득구 | 단수공천  | 제21대 국회의원                                                    |
| 안양시 동안구 갑          | 민병덕 | 단수공천  | 제21대 국회의원                                                    |
| 안양시 동안구 을          | 이재정 | 단수공천  | 제20·21대 국회의원                                                 |
| 부천시 갑                 | 서영석 | 경선      | 제21대 국회의원                                                    |
| 부천시 을                 | 김기표 | 경선      | 문재인 정부 제3대 반부패비서관                                     |
| 부천시 병                 | 이건태 | 경선      | 더불어민주당 당대표 특보                                           |
| 광명시 갑                 | 임오경 | 경선      | 제21대 국회의원                                                    |
| 광명시 을                 | 김남희 | 경선      | 변호사                                                             |
| 평택시 갑                 | 홍기원 | 경선      | 제21대 국회의원                                                    |
| 평택시 을                 | 이병진 | 전략공천  | 평택대학교 교수                                                    |
| 평택시 병                 | 김현정 | 단수공천  | 더불어민주당 당대표 언론특보                                       |
| 동두천시·양주시·연천군 갑 | 정성호 | 단수공천  | 제17·19·20·21대 국회의원                                           |
| 동두천시·양주시·연천군 을 | 남병근 | 단수공천  | 더불어민주당 동두천시·연천군 지역위원장                            |
| 안산시 갑                 | 양문석 | 경선      | 전 방송통신위원회 상임위원                                         |
| 안산시 을                 | 김현   | 경선      | 제19대 국회의원                                                    |
| 안산시 병                 | 박해철 | 전략공천  | 제1·4·5·6대 전국공공산업노동조합연맹 위원장                        |
| 고양시 갑                 | 김성회 | 경선      | 열린민주당 대변인                                                  |
| 고양시 을                 | 한준호 | 단수공천  | 제21대 국회의원                                                    |
| 고양시 병                 | 이기헌 | 경선      | 문재인 정부 대통령비서실 비서관                                    |
| 고양시 정                 | 김영환 | 경선      | 제8·9대 경기도의회 의원                                            |
| 의왕시·과천시             | 이소영 | 단수공천  | 제21대 국회의원                                                    |
| 구리시                    | 윤호중 | 단수공천  | 제17·19·20·21대 국회의원                                           |
| 남양주시 갑               | 최민희 | 경선      | 제19대 국회의원                                                    |
| 남양주시 을               | 김병주 | 경선      | 제21대 국회의원                                                    |
| 남양주시 병               | 김용민 | 단수 공천 | 제21대 국회의원                                                    |
| 오산시                    | 차지호 | 전략공천  | 더불어민주당 혁신위원회 위원                                       |
| 시흥시 갑                 | 문정복 | 단수공천  | 제21대 국회의원                                                    |
| 시흥시 을                 | 조정식 | 단수공천  | 제17·18·19·20·21대 국회의원                                        |
| 군포시                    | 이학영 | 경선      | 제19·20·21대 국회의원                                              |
| 하남시 갑                 | 추미애 | 전략공천  | 제15·16·18·19·20대 국회의원. 제67대 법무부장관                     |
| 하남시 을                 | 김용만 | 전략공천  | 대한민국임시정부기념사업회 이사                                    |
| 용인시 갑                 | 이상식 | 경선      | 제26대 부산지방경찰청장                                            |
| 용인시 을                 | 손명수 | 전략공천  | 국토교통부 제2차관                                                 |
| 용인시 병                 | 부승찬 | 경선      | 국방부 대변인                                                      |
| 용인시 정                 | 이언주 | 경선      | 제19·20대 국회의원                                                 |
| 파주시 갑                 | 윤후덕 | 경선      | 제19·20·21대 국회의원                                              |
| 파주시 을                 | 박정   | 단수공천  | 제20·21대 국회의원                                                 |
| 이천시                    | 엄태준 | 단수공천  | 제7대 이천시장                                                     |
| 안성시                    | 윤종군 | 경선      | 문재인 정부 연설비서관실 행정관                                    |
| 김포시 갑                 | 김주영 | 경선      | 제21대 국회의원                                                    |
| 김포시 을                 | 박상혁 | 단수공천  | 제21대 국회의원                                                    |
| 화성시 갑                 | 송옥주 | 단수공천  | 제20·21대 국회의원                                                 |
| 화성시 을                 | 공영운 | 전략공천  | 현대자동차 사장                                                    |
| 화성시 병                 | 권칠승 | 단수공천  | 제20·21대 국회의원. 제3대 중소벤처기업부장관                       |
| 화성시 정                 | 전용기 | 경선      | 제21대 국회의원                                                    |
| 광주시 갑                 | 소병훈 | 경선      | 제20·21대 국회의원                                                 |
| 광주시 을                 | 안태준 | 경선      | 더불어민주당 당대표 정무특보                                       |
| 포천시·가평군             | 박윤국 | 단수공천  | 제34대 포천군수. 제2·7대 포천시장                                  |
| 여주시·양평군             | 최재관 | 단수공천  | 문재인 정부 농해수비서관                                           |

### 강원특별자치도
| 선거구                         | 후보   | 공천 형태 | 경력                                                   |
| ------------------------------ | ------ | --------- | ------------------------------------------------------ |
| 춘천시·철원군·화천군·양구군 갑 | 허영   | 단수공천  | 제21대 국회의원                                        |
| 춘천시·철원군·화천군·양구군 을 | 전성   | 경선      | 더불어민주당 춘천시·철원군·화천군·양구군 을 지역위원장 |
| 원주시 갑                      | 원창묵 | 경선      | 제29·30·31대 원주시장                                  |
| 원주시 을                      | 송기헌 | 경선      | 제20·21대 국회의원                                     |
| 강릉시                         | 김중남 | 경선      | 전국공무원노동조합 제6대 위원장                        |
| 동해시·태백시·삼척시·정선군    | 한호연 | 경선      | 더불어민주당 동해시·태백시·삼척시·정선군 지역위원장    |
| 속초시·인제군·고성군·양양군    | 김도균 | 단수공천  | 제35대 수도방위사령관                                  |
| 홍천군·횡성군·영월군·평창군    | 허필홍 | 단수공천  | 제41·43대 홍천군수                                     |

### 충청북도
| 선거구                      | 후보   | 공천 형태 | 경력                                                |
| --------------------------- | ------ | --------- | --------------------------------------------------- |
| 청주시 상당구               | 이강일 | 경선      | 제6대 서울특별시의회 의원                           |
| 청주시 서원구               | 이광희 | 전략경선  | 제9·10대 충청북도의회 의원                          |
| 청주시 흥덕구               | 이연희 | 경선      | 민주연구원 부원장                                   |
| 청주시 청원구               | 송재봉 | 경선      | 대통령비서실 행정관                                 |
| 충주시                      | 김경욱 | 경선      | 국토교통부 제2차관                                  |
| 제천시·단양군               | 이경용 | 단수공천  | 더불어민주당 제천시·단양군 지역위원장               |
| 보은군·옥천군·영동군·괴산군 | 이재한 | 단수공천  | 더불어민주당 보은군·옥천군·영동군·괴산군 지역위원장 |
| 증평군·진천군·음성군        | 임호선 | 단수공천  | 제21대 국회의원                                     |

### 충청남도
| 선거구               | 후보   | 공천 형태 | 경력                                                  |
| -------------------- | ------ | --------- | ----------------------------------------------------- |
| 천안시 갑            | 문진석 | 단수공천  | 제21대 국회의원                                       |
| 천안시 을            | 이재관 | 경선      | 인사혁신처 소청심사위원회 위원장                      |
| 천안시 병            | 이정문 | 경선      | 제21대 국회의원                                       |
| 공주시·부여군·청양군 | 박수현 | 단수공천  | 제19대 국회의원. 문재인 정부 제4대 국민소통수석비서관 |
| 보령시·서천군        | 나소열 | 경선      | 제42·43·44대 서천군수                                 |
| 아산시 갑            | 복기왕 | 단수공천  | 제17대 국회의원. 제6·7대 아산시장                     |
| 아산시 을            | 강훈식 | 단수공천  | 제20·21대 국회의원                                    |
| 서산시·태안군        | 조한기 | 단수공천  | 더불어민주당 서산시·태안군 지역위원장                 |
| 논산시·계룡시·금산군 | 황명선 | 단수공천  | 제6·7·8대 논산시장                                    |
| 당진시               | 어기구 | 경선      | 제20·21대 국회의원                                    |
| 홍성군·예산군        | 양승조 | 전략공천  | 제17·18·19·20대 국회의원. 제38대 충청남도지사         |

### 전북특별자치도
| 선거구                      | 후보   | 공천 형태 | 경력                                           |
| --------------------------- | ------ | --------- | ---------------------------------------------- |
| 전주시 갑                   | 김윤덕 | 단수공천  | 제19·21대 국회의원                             |
| 전주시 을                   | 이성윤 | 경선      | 전 서울중앙지방검찰청 검사장. 인재 영입 제26호 |
| 전주시 병                   | 정동영 | 경선      | 제15·16·18·20대 국회의원. 제31대 통일부장관    |
| 군산시·김제시·부안군 갑     | 신영대 | 경선      | 제21대 국회의원                                |
| 군산시·김제시·부안군 을     | 이원택 | 단수공천  | 제21대 국회의원                                |
| 익산시 갑                   | 이춘석 | 경선      | 제18·19·20대 국회의원                          |
| 익산시 을                   | 한병도 | 단수공천  | 제17·21대 국회의원                             |
| 정읍시·고창군               | 윤준병 | 경선      | 제21대 국회의원                                |
| 남원시·장수군·임실군·순창군 | 박희승 | 경선      | 더불어민주당 남원시·임실군·순창군 지역위원장   |
| 완주군·진안군·무주군        | 안호영 | 경선      | 제20·21대 국회의원                             |

### 전라남도
| 선거구                         | 후보   | 공천 형태 | 경력                                              |
| ------------------------------ | ------ | --------- | ------------------------------------------------- |
| 목포시                         | 김원이 | 경선      | 제21대 국회의원                                   |
| 여수시 갑                      | 주철현 | 경선      | 제6대 여수시장. 제21대 국회의원                   |
| 여수시 을                      | 조계원 | 경선      | 더불어민주당 부대변인                             |
| 순천시·광양시·곡성군·구례군 갑 | 김문수 | 경선      | 제8·9대 서울특별시의회 의원                       |
| 순천시·광양시·곡성군·구례군 을 | 권향엽 | 전략경선  | 문재인 정부 제2대 균형인사비서관                  |
| 나주시·화순군                  | 신정훈 | 경선      | 제19·21대 국회의원                                |
| 담양군·함평군·영광군·장성군    | 이개호 | 단수공천  | 제19·20·21대 국회의원. 제64대 농림축산식품부 장관 |
| 고흥군·보성군·장흥군·강진군    | 문금주 | 경선      | 제42대 전라남도 행정부지사                        |
| 해남군·완도군·진도군           | 박지원 | 경선      | 제14·18·19·20대 국회의원. 국가정보원장            |
| 영암군·무안군·신안군           | 서삼석 | 경선      | 제42·43·44대 무안군수. 제20·21대 국회의원         |

### 경상북도
| 선거구                      | 후보   | 공천 형태 | 경력                                  |
| --------------------------- | ------ | --------- | ------------------------------------- |
| 포항시 북구                 | 오중기 | 단수공천  | 더불어민주당 포항시 북구 지역위원장   |
| 포항시 남구·울릉군          | 김상헌 | 경선      | 제11대 경상북도의회 의원              |
| 경주시                      | 한영태 | 단수공천  | 제8대 경주시의회 의원                 |
| 김천시                      | 황태성 | 단수공천  | 더불어민주당 김천시 지역위원장        |
| 안동시·예천군               | 김상우 | 단수공천  | 안동대학교 교수                       |
| 구미시 갑                   | 김철호 | 단수공천  | 더불어민주당 구미시 갑 지역위원장     |
| 구미시 을                   | 김현권 | 경선      | 제20대 국회의원                       |
| 영주시·영양군·봉화군        | 박규환 | 단수공천  | 봉화지역사연구소 소장                 |
| 영천시·청도군               | 이영수 | 단수공천  | 더불어민주당 영천시·청도군 지역위원장 |
| 상주시·문경시               | 이윤희 | 단수공천  | 더불어민주당 경북도당 수석부위원장    |
| 경산시                      | 무공천 | 무공천    | 무공천                                |
| 의성군·청송군·영덕군·울진군 | 무공천 | 무공천    | 무공천                                |
| 고령군·성주군·칠곡군        | 정석원 | 단수공천  | 신라대학교 겸임교수                   |

### 경상남도
| 선거구                      | 후보   | 공천 형태 | 경력                                                |
| --------------------------- | ------ | --------- | --------------------------------------------------- |
| 창원시 의창구               | 김지수 | 단수공천  | 제10·11대 경상남도의회 의원                         |
| 창원시 성산구               | 허성무 | 단수공천  | 제3대 창원시장                                      |
| 창원시 마산합포구           | 이옥선 | 단수공천  | 제11대 경상남도의회 의원                            |
| 창원시 마산회원구           | 송순호 | 단수공천  | 제11대 경상남도의회 의원                            |
| 창원시 진해구               | 황기철 | 경선      | 제30대 해군참모총장. 제31대 국가보훈처장            |
| 진주시 갑                   | 갈상돈 | 단수공천  | 더불어민주당 진주시 갑 지역위원장                   |
| 진주시 을                   | 한경호 | 단수공천  | 제12대 경상남도 행정부지사                          |
| 통영시·고성군               | 강석주 | 단수공천  | 제9대 통영시장                                      |
| 사천시·남해군·하동군        | 제윤경 | 경선      | 제20대 국회의원                                     |
| 김해시 갑                   | 민홍철 | 단수공천  | 제19·20·21대 국회의원                               |
| 김해시 을                   | 김정호 | 단수공천  | 제20·21대 국회의원                                  |
| 밀양시·의령군·함안군·창녕군 | 우서영 | 단수공천  | 더불어민주당 밀양시·의령군·함안군·창녕군 지역위원장 |
| 거제시                      | 변광용 | 단수공천  | 제9대 거제시장                                      |
| 양산시 갑                   | 이재영 | 단수공천  | 더불어민주당 양산시 갑 지역위원장                   |
| 양산시 을                   | 김두관 | 단수공천  | 제34대 경상남도지사. 제20·21대 국회의원             |
| 산청군·함양군·거창군·합천군 | 김기태 | 단수공천  | 제3대 합천군의회 의원                               |

### 제주특별자치도
| 선거구    | 후보   | 공천 형태 | 경력                            |
| --------- | ------ | --------- | ------------------------------- |
| 제주시 갑 | 문대림 | 경선      | 제8·9대 제주특별자치도의회 의원 |
| 제주시 을 | 김한규 | 단수공천  | 제21대 국회의원                 |
| 서귀포시  | 위성곤 | 단수공천  | 제20·21대 국회의원              |

## 비례대표
더불어민주당은 더불어민주연합에 비례대표 후보를 냈다.

### 내용주
1. ↑  당초 더불어민주당은 2024년 2월 21일 4차 공천심사 발표에서 남구 갑에 박재범 전 부산 남구청장을 단수 공천하고, 남구 을에 박재호 국회의원을 단수 공천하였었다.[13] 그러나 2월 29일 선거구 획정 결과, 두 선거구가 남구로 합구되었다. 이에 박재범 전 남구청장이 후보에서 물러나며, 박재호 의원을 지지한다고 발표하였다.[14]
2. ↑  이성문 후보를 공천했으나 진보당 노정현 후보와 단일화하면서 사퇴
3. ↑  당초 경선을 통해 이영선 변호사를 공천했으나 후보등록 이후 당에서 제명되면서 등록무효가 되었다

### 참조주
1. 1 2  조재완; 신재현 (2024년 2월 28일). “민주, 현역 5명 사실상 컷오프…곽상언 종로·윤호중 구리 공천(종합)”. 《뉴시스》. 네이버 뉴스(보존) (서울). 2024년 3월 23일에 원본 문서에서 보존된 문서. 2024년 3월 24일에 확인함.
2. 1 2 3 4 5 6  성지원; 강보현 (2024년 3월 9일). “홍익표·고민정 등 10명 단수공천…강청희·노종면 전략공천”. 《중앙일보》. 네이버 뉴스(보존). 2024년 3월 9일에 원본 문서에서 보존된 문서. 2024년 3월 9일에 확인함.
3. 1 2 3 4 5 6 7 8 9 10  고상민; 정윤주 (2024년 2월 22일). “민주, 노웅래 이수진 '컷오프'…'친명' 박찬대 장경태 단수공천(종합2보)”. 《연합뉴스》. 네이버 뉴스(보존) (서울). 2024년 3월 12일에 원본 문서에서 보존된 문서. 2024년 3월 13일에 확인함.
4. 1 2 3 4 5 6 7 8 9 10 11 12 13 14 15 16 17  김남권; 정수연 (2024년 2월 25일). “민주, '친명 지도부' 정청래·서영교·권칠승 단수 공천”. 《연합뉴스》. 네이버 뉴스(보존) (서울). 2024년 3월 14일에 원본 문서에서 보존된 문서. 2024년 3월 14일에 확인함.
5. 1 2 3  조재완; 조성하 (2024년 2월 23일). “민주, 도봉갑 안귀령·홍성예산 양승조 공천…서대문갑은 청년경선(종합)”. 《뉴시스》. 네이버 뉴스(보존) (서울). 2024년 3월 12일에 원본 문서에서 보존된 문서. 2024년 3월 13일에 확인함.
6. 1 2 3 4 5 6 7 8 9 10 11 12  김경민 (2024년 3월 13일). “원외 친명계 완승…'올드보이' 정동영·박지원 귀환 성공(종합)”. 《뉴스1》. 네이버 뉴스(보존) (서울). 2024년 3월 13일에 원본 문서에서 보존된 문서. 2024년 3월 14일에 확인함.
7. 1 2 3 4  김남권; 고상민 (2024년 3월 2일). “민주, 이재명 계양을 단수 공천…與 원희룡과 '명룡 대전' 확정(종합)”. 《연합뉴스》. 네이버 뉴스(보존) (서울). 2024년 3월 12일에 원본 문서에서 보존된 문서. 2024년 3월 12일에 확인함.
8. 1 2  “민주, '친명' 정봉주 강북을 공천…'비명' 박용진 낙천”. 《연합뉴스》. 네이버 뉴스(보존) (고상민). 2024년 3월 11일. 2024년 3월 12일에 원본 문서에서 보존된 문서. 2024년 3월 12일에 확인함.
9. 1 2 3 4 5 6 7 8 9 10 11 12  고상민; 정윤주 (2024년 2월 28일). “민주 경선서 '친명' 민형배 공천…이병훈·유기홍 탈락(종합)”. 《연합뉴스》. 네이버 뉴스(보존) (서울). 2024년 7월 9일에 원본 문서에서 보존된 문서. 2024년 7월 9일에 확인함.
10. ↑  강주희 (2024년 3월 12일). “민주, 서초갑 후보 김경영 시의원→김한나 변호사로 교체”. 《뉴시스》. 네이버 뉴스(보존) (서울). 2024년 3월 12일에 원본 문서에서 보존된 문서. 2024년 3월 12일에 확인함.
11. 1 2 3  장효인 (2024년 2월 15일). “여야 공천 작업 속도…단수공천 속속 발표”. 《연합뉴스TV》. 2024년 3월 13일에 원본 문서에서 보존된 문서. 2024년 3월 14일에 확인함.
12. 1 2 3 4 5 6 7 8  심진용 (2024년 3월 4일). “민주당, 전주을에 이성윤 전 중앙지검장 공천”. 《경향신문》. 네이버 뉴스(보존). 2024년 3월 9일에 원본 문서에서 보존된 문서. 2024년 3월 9일에 확인함.
13. 1 2 3 4 5 6 7 8 9  라다솜 (2024년 2월 21일). “[속보]민주당, 김병욱·박정·이소영 등 단수 공천”. 《인천일보》. 2024년 6월 27일에 원본 문서에서 보존된 문서. 2024년 6월 27일에 확인함.
14. ↑  “박재범 전 부산 남구청장 "총선 후보 사퇴 후 박재호 지지"”. 네이버 뉴스(보존). 2024년 3월 4일. 2024년 6월 27일에 원본 문서에서 보존된 문서. 2024년 6월 27일에 확인함.
15. ↑  박경준 (2024년 2월 14일). “민주, 유동철 동의대 교수 등 영남 인재 2명 영입(종합)”. 《연합뉴스》. 네이버 뉴스(보존) (서울). 2024년 3월 12일에 원본 문서에서 보존된 문서. 2024년 3월 13일에 확인함.
16. 1 2 3 4 5 6  남승렬 (2024년 2월 7일). “민주당, 대구 4개 지역 '단수 공천' 확정…신효철·신동환·강민구·권택흥”. 《뉴스1》 (대구). 2024년 11월 5일에 원본 문서에서 보존된 문서. 2024년 11월 5일에 확인함 – 네이버 뉴스(보존) 경유.
17. ↑  최병국 (2024년 3월 29일). “[4.10총선-156] 동·군위갑, 신효철vs최은석. 국민추천후보 파괴력은”. 《문화저널21》. 2024년 11월 5일에 원본 문서에서 보존된 문서. 2024년 11월 5일에 확인함.
18. ↑  김상연 (2024년 3월 10일). “[4·10 격전지 르포] '171표 차 희비' 윤상현·남영희 재격돌”. 《연합뉴스》. 네이버 뉴스(보존) (인천). 2024년 3월 12일에 원본 문서에서 보존된 문서. 2024년 3월 12일에 확인함.
19. ↑  박소영 (2024년 3월 4일). “인천 남동을 이훈기·이병래 본선 진출 겨뤄…배태준 경선 불출마”. 《뉴스1》. 네이버 뉴스(보존) (인천). 2024년 3월 13일에 원본 문서에서 보존된 문서. 2024년 3월 14일에 확인함.
20. 1 2  신재현 (2024년 2월 2일). “민주, '언론분야' 이훈기·노종면 전 기자 13, 14호 영입”. 《뉴시스》. 네이버 뉴스(보존) (서울). 2024년 3월 13일에 원본 문서에서 보존된 문서. 2024년 3월 14일에 확인함.
21. 1 2 3 4 5  김지은 (2024년 3월 9일). “민주 '영입 1호' 박지혜 의정부갑·'복당' 이언주 용인정 공천(종합)”. 《뉴시스》. 네이버 뉴스(보존) (서울). 2024년 3월 11일에 원본 문서에서 보존된 문서. 2024년 3월 11일에 확인함.
22. 1 2 3 4  장민성 (2024년 3월 9일). “민주당 이언주 공천 확정…의정부갑 박지혜 공천”. 《SBS 뉴스》. 네이버 뉴스(보존). 2024년 3월 11일에 원본 문서에서 보존된 문서. 2024년 3월 11일에 확인함.
23. ↑  박대준 (2024년 2월 22일). “파주갑, 박용호·윤후덕 여야 대결구도 확정”. 《뉴스1》. 네이버 뉴스(보존) (파주). 2024년 6월 26일에 원본 문서에서 보존된 문서. 2024년 6월 26일에 확인함.
24. ↑  라다솜 (2024년 2월 28일). “민주당 3차 경선지역 결과 발표…김주영·소병훈·김성회·윤종군 공천 확정”. 《인천일보》. 2024년 7월 9일에 원본 문서에서 보존된 문서. 2024년 7월 9일에 확인함.
25. ↑  박윤수 (2024년 3월 9일). “민주당, 총선 '검찰 개혁' 인재로 이성윤·정한중 영입”. 《MBC 뉴스》. 네이버 뉴스(보존). 2024년 3월 9일에 원본 문서에서 보존된 문서. 2024년 3월 9일에 확인함.
26. 1 2 3  전원 (2024년 3월 13일). “'정치 9단' 박지원 경선 승리…현역 김회재·윤재갑 탈락(종합)”. 《뉴스1》. 네이버 뉴스(보존) (무안). 2024년 3월 13일에 원본 문서에서 보존된 문서. 2024년 3월 14일에 확인함.
27. ↑  u.a. (2022년 6월 30일). “역대시장”. 《여수시청》. 2024년 3월 13일에 원본 문서에서 보존된 문서. 2024년 3월 14일에 확인함.

## 같이 보기
- 대한민국 제22대 국회의원 선거